# Étoile sportive aiglons briviste
Maillots
Dernière mise à jour : 10 août 2024.
L’Étoile sportive aiglons briviste, abrégée en ESA Brive, est un club français de football fondé en 1920 sur la commune de Brive-la-Gaillarde située dans le département de la Corrèze. Le club évolue actuellement en championnat régional (R1) de la Ligue de football Nouvelle-Aquitaine.

## Histoire
Le football débute à Brive sous l'impulsion d'André Pestourie en 1920 avec le club des Aiglons brivistes. Le nom actuel apparaît au début des années 1930 avec la fusion avec l'autre club de la ville : l'Étoile.
Pendant la Seconde Guerre mondiale, Brive est autorisé à participer au groupe Sud de la première division 1942/1943. Les Brivistes terminent alors à une honorable septième place. De plus, ils se démarquent la même année en Coupe de France lorsque le club atteint les demi-finales de la zone libre. Il est éliminé par l'USA Perpignan quatre buts à un à Marseille. L'année suivante, en 1943/1944, Brive dispute le championnat de France amateurs, l'élite du football pour les clubs dépossédés de leurs sections professionnelles. 
Le club adopte ensuite le statut professionnel et évolue une saison en 2e division nationale lors de la saison 1945/1946 avant de retourner au niveau amateur en Division d'Honneur alors 3e division nationale.
Après la Seconde Guerre mondiale, le championnat de France amateurs est créé et devient le 3e échelon national. L'ESA Brive y évolue à partir de la saison 1956/1957 pendant douze ans, après un premier bref passage en CFA lors de la saison 1954/1955. Au cours de ces douze années, l'Étoile remporte à trois reprises le groupe Sud-Ouest mais n'arrive jamais à remporter le titre de champion de CFA.
Le 18 février 1962, les Brivistes sortent de la Coupe de France en huitième de finale contre le FC Nancy d'Antoine Groschulski.
Le club descend au niveau régional en 1968 après une dizaine d'années passées en CFA et se retrouve donc en Division d'Honneur de la Ligue du Centre-Ouest de football.
Au début des années 1970, l'ESA Brive retrouve la 3e division nationale, plus haut niveau amateur. Cette dernière est désormais appelée Division 3 et remplace le CFA. Néanmoins, les Brivistes sont relégués en DH en 1975.
Le 29 janvier 1978, les Brivistes sortent de la Coupe de France 1977/1978 le FC Tours d'Antoine Dossevi.
Les années 1980 voient évoluer le club en Division 4, devenue la 4e niveau national et appelée plus tard National 2, puis en Division 3.
En 1993, l'ESA Brive intègre le nouveau championnat de National 1, la nouvelle 3e division nationale. Le 22 janvier 1994, les Brivistes se font sortir par l'Olympique de Marseille de Fabien Barthez, Alain Boghossian, Didier Deschamps, Basile Boli, Rudi Völler et Sonny Anderson en 32e de finale de finale de la Coupe de France. Si le club frôle la montée en deuxième division deux années de suite, l'ESAB est reléguée en 1996 à la suite d'une surprenante dernière place. L'année suivante, les Brivistes sont de nouveau relégués, cette fois-ci en CFA 2 (D5).
En 2001, Brive retrouve la quatrième division grâce à une première place de son groupe de CFA 2. Les Brivistes se font parfois remarquer pour leur parcours en Coupe de France. Ce fut le cas lors de l'édition 2003/2004. Alors pensionnaires de CFA et entraînés par Frédéric Hantz, ils sortent le Clermont Foot Auvergne 63 (L2), le FC Lorient (L2) du duo ivoirien Éli Kroupi ou Bakari Koné, l'AS Nancy-Lorraine (L2) de Moncef Zerka, Pascal Berenguer, Sébastien Puygrenier ou Gennaro Bracigliano et l'AJ Auxerre (L1) de Stéphane Grichting, Djibril Cissé, Philippe Mexès ou Teemu Tainio avant de tomber en quart de finale face au PSG de Gabriel Heinze, Danijel Ljuboja, Reinaldo ou Pedro Miguel Pauleta, futur vainqueur de l'épreuve. Ce dernier match s'est déroulé devant plus de 13 000 spectateurs dans le Stade Amédée-Domenech où se déroule habituellement les rencontres de rugby du CA Brive Corrèze.
Les années 2010 marquent le déclin du club, qui retrouve les échelons régionaux après avoir passé plus de 30 ans à disputer les différents échelons nationaux. Depuis 2011, Brive n'a ainsi jamais disputé de compétition nationale.
À l’issue de la saison 2018-2019, et après quatre saisons compliquées, l’ESA Brive renoue avec l’élite régionale (R1).

## Palmarès

### Palmarès
Le tableau suivant liste le palmarès et les meilleures performances de l'ESA Brive dans les différentes compétitions officielles.
| Compétitions nationales | Compétitions régionales |
| --- | --- |
| - Championnat de France amateurs (1935-1971) - Vainqueur de groupe : 1959, 1960 et 1962 - Championnat de France de Division 4 (D4) - Vainqueur de groupe : 1985 - Championnat de France amateur 2 (D5) - Vainqueur de groupe : 2001 Coupes - Coupe de France - Demi-finale de la zone Sud en 1943 - Quart de finale en 2004 | - Division d'Honneur du Centre-Ouest - Champion : 1954, 1956, 1972, 2005 rés. et 2010 - Coupe du Centre-Ouest - Vainqueur : 1957, 1962, 1963, 1964, 1987 et 2005 rés. |

## Personnalités

### Entraîneurs
La liste présente les différents entraîneurs de l'ESA Brive au cours de son histoire.
- Roger Cabanis (1944-1945)
- Charles Zehren (1945-1946)
- René Delagneau (1950-1952)
- Désiré Koranyi (1952-1955)
- Jean Swiatek (1955)
- Roger Défossé (1955-1956)
- Émile Dahan (1956-1957)
- Léon Rossi (1957-1961)
- Kaj Christiansen (1961-1962)
- Désiré Koranyi (1962-1964)
- Maurice Cailleton (1965-1966)
- René Ferrier (1971-1973)
- Vincent Navarro (1975-1979)
- Gérard Coinçon (1979-1983)
- Daniel Jenni (1984-1986)
- Jean-Claude Giuntini (1986-1995)
- Christian Zajaczkowski (1995-1996)
- Didier Faurel - Luis Santos (1996-1997)
- Jean-Luc Boucherie (1998-2000)
- Colbert Marlot (2000-2001)
- Benoît Tihy (2001-2002)
- Frédéric Hantz (2002-2004)
- Pavlé Vostanic (2004-2006)
- Bruno Deguine (2006-2008)
- Aziz Elaz (2008-2012)
- Christophe Gaonac'h (2012-2014)
- Cédric Lamour (2014-2015)
- Damien Cossaune - Ludovic Lécuras (2015-2018)
- Didier Faurel (2018)
- Bachir Koucha (2018-)

### Anciens joueurs
- Clément Maury
- Alfred Dambach
- Zoran Dimitrijević
- Gérard Wozniok
- Pavlé Vostanic
- Alban Joinel
- Désiré Koranyi
- Pawel Kryske
- Laurent Koscielny
- Pierre Laurent
- Ernest Libérati
- Laurent Peyrelade
- Léon Rossi
- Jean Swiatek
- Kaj Christiansen
- Cédric Sabin
- Lucien Troupel
- Frédérik Viseux